# Valknee
valknee（バルニー）は、日本のラッパー。他ユニットへの歌詞提供なども行う。

## 来歴
1991年3月21日に神奈川県で生まれる。幼少期を埼玉県で過ごす。小学5年から中学3年まで、親の転勤の都合で韓国のソウル市に居住。高校進学時に日本に戻り、高校では軽音部に入る。
一浪を経て武蔵野美術大学に進学する。同学の先達である嫁入りランドやヒップホップアイドルユニットlyrical schoolのプロデューサー・キムヤスヒロの活動をみて、在学中に宅録・ラップを始め、SoundCloud上で楽曲を発表する。
大学卒業後は一般企業に就職し、OLをしつつラップ活動を続ける。2018年2月、一般人の友人二人と共に、カルチャー（音楽・ラップ、テレビ・お笑い）、性、恋愛、美意識について話すポッドキャスト・ネットラジオ番組「バルニー・リー子・つかさのラジオ屋さんごっこ」を始める。2019年、ビートメーカーのANTICとの共作でEP「FIRE BAE」をリリース。
2020年5月、ラッパーの田島ハルコ、なみちえ、ASOBOiSM、Marukido、あっこゴリラと共にギャルサー・Zoomgalsを結成し、配信シングル曲「Zoom」をリリース。2021年1月、YouTubeのショートインタビュー番組「ニートtokyo」に出演。2022年12月、タイの野外音楽イベント「Wonderfruit」に出演。2023年、次世代のラッパーを発掘するオーディション番組「ラップスタア誕生!」で「SELECTION CYPHER」へ進出したラッパー30人の中で視聴者投票1位を獲得するも、審査員投票によって敗退。

## 人物
- 名前の由来は、本名の「はるな」から。性格と名前が合っていないという理由で「ばるな」とクラスメイトから呼ばれるようになり、その後「バルニー」に変化した[8]。
- 小学生の時に漫画『GALS!』を読んでギャルに憧れるも、中学生になる頃にはその文化自体が廃れていた[9]。
- 影響を受けたアーティストとして、ハロー!プロジェクト、Tommy february6/Tommy heavenly6、RHYMESTERを挙げている[10]。
- ポッドキャスト番組「ラジオ屋さんごっこ」は、宇多丸らによる書籍「ブラスト公論〜誰もが豪邸に住みたがってるわけじゃない」と、ラジオ番組「ライムスター宇多丸のウィークエンド・シャッフル」のノリに影響を受けたと語っている[11]。
- 大学の4年間はずっとTSUTAYAでバイトしていた[11]。
- ポケモンのファン[12]。

## ディスコグラフィー

### シングル
| 発売日         | タイトル                                                             |
| -------------- | -------------------------------------------------------------------- |
| 2019年5月28日  | SQUAD                                                                |
| 2019年7月2日   | Dangerous                                                            |
| 2020年5月20日  | Zoom / Zoomgals                                                      |
| 2020年9月9日   | SUPER KAWAII OSHI                                                    |
| 2020年11月11日 | 偽バレンシアガ (RYOKO2000 SWEET 16 BLUES mix)                        |
| 2020年12月2日  | GALS (feat. 大門弥生) / Zoomgals                                     |
| 2020年12月7日  | NUNA                                                                 |
| 2021年1月25日  | Asiangal                                                             |
| 2021年3月21日  | Sweetie30                                                            |
| 2021年7月15日  | PURE MIND PURE HEART (feat. LIL SOFT TENNIS) [Lil Soft Tennis Remix] |
| 2021年8月4日   | LIP LACQUER (feat. hirihiri)                                         |
| 2022年3月2日   | SPRING2022..u_u..vV                                                  |
| 2022年5月11日  | DEVIL IN MY HEAD                                                     |
| 2022年6月1日   | BET ME!                                                              |
| 2022年7月20日  | Good Mood Travel / Saint Vega, valknee, ORKL                         |
| 2023年3月8日   | WHITE DOWN JKT                                                       |
| 2023年8月30日  | BREEEEZE                                                             |

### EP
| 発売日        | タイトル |
| ------------- | -------- |
| 2019年4月26日 | FIRE BAE |
| 2020年9月23日 | Diary    |
| 2022年7月6日  | vs.      |

### アルバム
| 発売日        | タイトル | 収録曲 | 備考          |
| ------------- | -------- | ------ | ------------- |
| 2019年11月6日 | SMOLDER  |        | valknee+ANTIC |

## ミュージックビデオ
| 公開日     | 曲名                     |
| 2019/02/21 | SWIPE UP BITCH           |
| 2019/04/27 | 人生最高のSSS            |
| 2019/11/07 | 折衷案じゃん             |
| 2019/11/27 | NUNA 누나                |
| 2020/01/05 | ASIANGAL                 |
| 2020/04/14 | TOKYO DRIFT FREESTYLE    |
| 2020/09/23 | SUPER KAWAII OSHI        |
| 2020/10/22 | DIARY                    |
| 2021/09/03 | LIP LACQUER (home video) |
| 2022/08/22 | BET ME!                  |
| 2022/09/15 | KILLING ME!              |

Zoomgalsとして
| 公開日     | 曲名                              |
| 2020/05/20 | Zoom                              |
| 2020/10/07 | 生きてるだけで状態異常            |
| 2020/12/02 | GALS feat.大門弥生 (YAYOI DAIMON) |
| 2021/07/07 | 陰毛論 (Immoron) feat.Dos Monos   |

## 楽曲提供

### 参加
- んoon EP『Jargon』（2021年8月25日）-「Lobby(feat. valknee)」
- Base Ball Bear アルバム『DIARY KEY』 (2021年10月27日) - 「生活PRISM feat. valknee」
- minan EP『ttyl』（2021年11月28日）-「all rounder feat. Rachel (chelmico), valknee」[13]
- soakubeats 先行配信シングル（2022年12月14日） -「【令和最新】 feat. valknee & 霊臨（TAMARIN）」
- バイレファンキかけ子 EP『超CLIMAX』（2023年2月7日）-「VOLCANIC EMOTION (feat. valknee)」

### 歌詞提供
- lyrical school EP『OK!!!!!』（2020年4月8日）-「HOMETENOBIRU」
- lyrical school AL『Wonderland』（2021年1月27日）-「FIVE SHOOTERS」「SHARK FIN SOUP」
- lyrical school AL『L.S.』（2022年4月20日）-「Pakara!」「Find me!」
- 和田彩花 デジタルシングル『sachi』（2022年5月22日）作詞・作曲

## 関連文献
- つやちゃん「Interviews: valknee ヒップホップは進歩していくもの。」『わたしはラップをやることに決めた　フィメールラッパー批評原論』、DU BOOKS、2022年1月。ISBN 9784866471624。